# Guy de Montlaur (évêque)
Pour les articles homonymes, voir Montlaur et Guy de Montlaur.
Guy de Montlaur, mort en septembre 1275, est un doyen du Puy, puis évêque de Valence de la deuxième moitié du XIIIe siècle, sous le nom de Guy/Gui III (Guido III), issu de la famille de Montlaur. 

## Biographie

### Origines
Guy/Gui de Montlaur est issu d'une famille noble de Montlaur, probablement celle qui dominait les marches du Velay et du Vivarais. La Chenaye-Aubert (1774) indique juste que sa famille est originaire du Languedoc.
Selon les filiations des auteurs anciens, qui ne s'accordent pas sur l'appartenance à l'une ou à l'autre des deux familles de Montlaur, il est le fils d'Héracle Ier, dit le Vieux, seigneur et baron de Montlaur et d'Aubenas (Vivarais), de Posquières et de Cabrières (Languedoc), et de Marguerite d'Auvergne, fille du comte d'Auvergne Guy II,,. Il serait ainsi le neveu de Pierre de Montlaur († 1229), évêque de Marseille, et de Jean II de Montlaur  († 1247), évêque de Maguelone,,.
Il est mentionné pour la première fois dans un contrat de mariage du 16 décembre 1257 (…Poncius et Guido fratres predicti).

### Une difficile élection (1267-1272)
Guy de Montlaur est doyen du chapitre de la cathédrale du Puy, sous le nom de Guido II (de Monte-Lauro), depuis 1258, lorsqu'il est appelé, à la fin de l'année 1267, à diriger le diocèse de Valence,, en limite du Dauphiné et de la Provence. L'Église de Valence a vu la démission de Philippe de Savoie au cours de cette même année entraînant une période de vacance du siège épiscopal, au cours de laquelle le comte de Valentinois, Aymar III de Poitiers cherche à s'imposer.
Sa désignation est cependant contestée. En effet, l'érudit Jules Chevalier relate le déroulement de l'élection et l'affaire qui s'ensuivit. Dans un premier temps, le Chapitre ne trouvant pas de consensus en son sein désigne les principaux dignitaires de l'assemblée — le doyen Guillaume de Hauteville, le prévôt Guillaume de Monteil et Bernard, abbé de Saint-Félix — afin de désigner le nouvel évêque,. À l'issue des discussions, Guy de Montlaur est proclamé évêque par le doyen, en décembre 1267.
Le prévôt, pourtant l'un des trois décisionnaires, et une partie du Chapitre s'opposent à ce choix,. Les contestataires font appel au Saint-Siège et cherchent appui auprès du comte de Valentinois, Aymar III de Poitiers et une alliance, à laquelle se joint Lambert de Monteil, coseigneur de Montélimar, est conclue le 16 décembre,. Le choix devant être reconnu par le métropolitain, l'archevêque de Vienne, on cherche à obtenir une réponse, mais le siège est vacant,. C'est le Chapitre de Vienne qui donne cependant son avis et valide le choix de Guy de Montlaur,.
Le 28 décembre, le prévôt Guillaume de Monteil dépose officiellement devant le Chapitre sa contestation face à ce qu'il considère comme une « postulation » de Guy de Montlaur,. Elle est accompagnée dans les jours suivants par deux autres protestations. Une délégation représentant les contestataires se prépare à les défendre devant la cour pontificale. 
De son côté, malgré cette situation, ponctuée de menaces, Guy de Montlaur entre en fonction et s'attèle à la gestion de son évêché. Il obtient, sans problème, l'hommage de ses vassaux. Il délègue lui aussi des représentants afin de défendre sa cause auprès du pape.
Clément VI prend la décision, le 6 octobre 1268, d'annuler l'élection et invite Guy de Montlaur à ne plus interférer dans la gestion de l'évêché,. La sentence est accompagnée d'une excommunication contre toutes personnes qui se seraient opposée à cette annulation. Le pape meurt le mois suivant.
Cette mort permet à Guy de Montlaur de poursuivre son action comme s'il était toujours élu,. Ses opposants s'organisent pour établir un nouveau procès,,.
Un conflit s'engage entre les troupes des partisans de Montlaur et celles du comte Aymar III. Jules Chevalier précise qu'il n'existe « aucun détail sur cette petite guerre », si ce n'est une trêve en octobre 1269,.

### Confirmation de l'élection (1272)
En 1271, le nouveau pape Grégoire X est élu. Le 29 novembre 1271, le prévôt se rend auprès du nouveau pape pour obtenir confirmation de l'annulation de l'élection,. De son côté, afin de prouver sa légitimité, Guy de Montlaur, se prépare lui aussi à se rendre en Italie. Ce dernier obtient gain de cause, Grégoire X confirme le 6 août 1272 son élection,,.
Grégoire X écrit le 8 janvier 1273 aux archevêques d'Arles et de Vienne qu'ils garantissent la fin des tensions entre comte Aymar III à Guy de Montlaur. Le comte, souhaitant entrer dans les bonnes grâces du nouveau pontife, approuve la nomination de Guy de Montlaur.
Dans une lettre du 26 janvier 1273 à Guy de Montlaur, toujours doyen du Puy et chapelain du pape, le pape rappelle que le nouvel évêque n'a reçu à cette date que le diaconat. Il l'autorise cependant à garder sa doyenné sur le Puy et qu'il renvoie « son ordination à la prêtrise jusqu'à ce que l'affaire de son élection soit terminée ».

### Épiscopat
Son épiscopat reste marqué par les tensions avec le comte de Valentinois, notamment la possession du Crest. Deux cardinaux sont chargés par le pape de trouver une issue, le 16 juillet 1274. Le comte ne semble pas vouloir qu'une paix aboutisse, n'obtenant pas ce qu'il estime être son du.

### Mort et succession
Guy de Montlaur accompagne, en avril, le pape qui se rend à Beaucaire, pour rencontrer le roi Alphonse X. Il meurt à Tarascon. Le Regeste dauphinois (1913) donne pour date entre le 5 et le 7 du mois de septembre 1275. Le même auteur, Ulysse Chevalier, dans une Notice chronologico-historique sur les évêques de Valence (1867), le donnait pour mort en 1274, à Tarascon, reprenant la Gallia Christiana.
Au lendemain de sa mort, le pape Grégoire X proclame par une bulle en date du 25 septembre 1275 instituant l'union des évêchés de Valence et de Die,. Quelques jours plus tard, il nomme Amédée de Roussillon sur le trône.